# Chelonus bedfordi
Chelonus bedfordi är en stekelart som först beskrevs av Wilkinson 1932.  Chelonus bedfordi ingår i släktet Chelonus och familjen bracksteklar. Inga underarter finns listade i Catalogue of Life.